# Désirée Pacault
Désirée Pacault, née à Beaune le 29 janvier 1798 et morte à Paris le 25 janvier 1881, est une poète, compositrice, journaliste et libraire française.

## Biographie
Fille d'un professeur de rhétorique, Désirée Pacault nait à Beaune le 11 pluviôse de l'an 6.
Installée à l'hôtel d'Aligre, au 123 rue Saint-Honoré à Paris, elle vend en 1825 l'ouvrage Le Participe français mis à la portée de tous les âges, écrit par l'institutrice A. Riby et réédité en 1829. Elle obtient un brevet de libraire le 18 juillet 1828 et édite en 1831 le prospectus Écho littéraire, album poétique.
Membre en 1831 de l'Athénée des arts, sciences et belles lettres de Paris, en 1832 de la Société d'enseignement universel, elle intervient le 29 octobre 1832 lors d'une soirée littéraire de l'Athénée des arts pour y lire un de ses textes intitulé « L'Inspiration ».
En 1837, elle écrit un poème en l'honneur du mariage du duc d'Orléans et d'Hélène de Mecklembourg-Schwerin. En décembre, elle remplace Théodore Poupin comme rédactrice en chef de La Capricieuse, journal des modes parisiennes, où elle donne davantage de place à la critique des spectacles. En 1838, elle est critique littéraire pour la revue La France littéraire.
Membre en 1839 des académies des sciences de Vienne et des lettres de Florence, en 1840 de l'Académie des sciences de Sienne (première femme membre), en 1846 de la Société des artistes musiciens de Paris, elle obtient en 1842 une médaille d'argent de la Société racinienne pour une cantate en l'honneur de Racine. 
Franc maçonne, elle met en musique certains de ses poèmes, comme « C'étaient les cieux » qu'elle dédie à la loge Les Amis fidèles de l'Orient de Paris,. Elle compose aussi des mélodies sur des poèmes d'Alphonse de Lamartine et de Jean Reboul.
Une ode à Luís de Camões qu'elle a écrite, mise en musique par Georges O'Kelly, est chantée lors d'une fête littéraire et artistique organisée à Paris le 10 juin 1880, pour le trois-centième anniversaire de la mort du poète portugais,.
Elle meurt à Paris le 25 janvier 1881, au 47 rue des acacias.

## Postérité
La chanson Petite fleur des bois, que Désirée Pacault a écrite, mise en musique par Francesco Masini, a eu un grand succès en France. Elle est enregistrée en 2017 dans le CD Les Compositrices oubliées,.
Les archives de Désirée Pacault sont conservées aux archives municipales de Beaune,.

## Œuvres

### Poésie
- Le Grec, Paris, A. Dupont, 1828 (lire en ligne)
- Épithalame en l'honneur du mariage contracté entre LL. AA. RR. Ferdinand-Philippe-Louis-Charles-Henri, duc d'Orléans et Hélène-Louise-Élisabeth, princesse de Mecklembourg-Schwérin, Paris, impr. de F. Malteste, 1837 (présentation en ligne)
- Inspirations, poésies, Paris, A. Desrez, 1840 (présentation en ligne, lire en ligne)
- À Richard Cobden, après la signature du traité de commerce passé entre l'Angleterre et la France, Paris, 1860 (lire en ligne)

### Nouvelle
- « Deux fleurs au pré », dans Émotions, scènes de la vie intime, Paris, Librairie de Louis Janet, 1825 (lire en ligne), p. 173-197

### Musique
- C'étaient les cieux, 1839[13]
- Gloire à Dieu, Boulogne-sur-Mer, 1844[2]
- Sélam musical, album de chant pour l'année 1848, composé de vingt-huit morceaux de genres différents, tels que : romances, nocturnes, cantates, scènes, etc. ; paroles et musique de Mlle Désirée Pacault, Paris, Librairie espagnole de Mme Smith, 1848 (présentation en ligne)
- Petites Fleurs ! Paroles et musique de Melle Désirée Pacault, Paris, imp. de L. Parent, 1855 (présentation en ligne)
- Six Fantaisies drolatiques, 1856[2]

### Mises en musique de ses poèmes
- Seule avec la Misère ! Romance, paroles de Mme D. Pacault, musique de Mme Clémence Gardet, Paris, Mme Espinasse, 1838 (présentation en ligne)
- L'Echo du val de Chamouni ! Chansonnette, avec accompagnement de violon ou hautbois, paroles de Mme D. Pacault, musique de A. Thys, Paris, Mme Espinasse, 1839 (présentation en ligne)
- Racine ! Cantate..., paroles de Melle D. Pacault, musique de P. Riballier, Paris, Mme Lemoine, 1842 (présentation en ligne)
- Petite Fleur des bois ! Chansonnette, paroles de Mme Désirée Pacault, musique de F. Masini, Paris, Lemoine, 1850 (présentation en ligne, lire en ligne) ; chansonnette enregistrée dans le CD Les compositrices oubliées, Sylvie Monot (mezzo soprano), Armelle Verguet (clarinette et saxophone soprano), Mathilde Verguet (piano), Dijon : ClairObscur Lyrique, 2017[18]
- Le Camoëns mourant ! Élégie, poésie de Désirée Pacault, musique de Georges O'Kelly, Paris, A. O'Kelly, 1880 (présentation en ligne)
- Surrescit ! Chant de Paques, paroles de Désirée Pacault, musique de Georges O'Kelly, Paris, A. O'Kelly, 1880 (présentation en ligne)